# Силла (язык)
Язык си́лла — язык, который был распространён в древнем корейском царстве Силла (57 до н. э. — 935 н. э.), одном из Трёх корейских царств. Основан на диалекте кёнджу, и предполагается, что развился в современный корейский язык. Сходство лексики позволяет предположить, что язык силла был родственен языкам пэкче и когурё. Благодаря победе царства Силла памятников языка силла сохранилось существенно больше, чем памятников двух других языков. Предполагается, что языки царств Силла, Пэкче и Когурё были родственными и относились к одной языковой группе — гипотетической группе пуё или кочосон.